# حادثة نطنز
كان حادث نطنز انفجارًا أو حريقًا وقع يوم الخميس 2 يوليو 2020 (بالتوقيت المحلي في الساعة 1:00 صباحا) في منشأة نطنز النووية.
تعتبر منشأة نطنز النووية في شمال محافظة أصفهان واحدة من أهم مواقع تخصيب اليورانيوم في إيران.

## وصف الحادث وأبعاده
في صباح يوم الخميس 2 يوليو 2020، انفجر أحد المباني في منشأة نطنز النووية واشتعلت فيه النيران.
تظهر صور الأقمار الصناعية للمنشآت النووية في نطنز الأضرار التي لحقت بأحد المباني في شمال غرب المنشأة، والتي قدرت العديد من الدراسات أنها المبنى المتضرر، ورشة عمل لتركيب وتعديل أجهزة الطرد المركزي.